# Nada personal (canción)
«Nada personal» es una canción y sencillo creada por Gustavo Cerati e interpretada por la banda argentina Soda Stereo. Fue lanzada como tema N.º 1 del segundo álbum de la banda, Nada personal, que salió a la venta en noviembre de 1985 bajo la disquera CBS Discos.
Es una de las canciones más destacadas del grupo, y fue el primer gran éxito latinoamericano de Soda Stereo, el que desató la Sodamanía a lo largo de la región.
Fue interpretada desde la gira de presentación del primer disco de Soda Stereo, hasta la Gira Doble vida, a principios de 1989. Volvió a ser interpretada en dos conciertos como parte de la Gira Sueño Stereo, en septiembre de 1995, aunque no se la incluyó en el último concierto de la banda en 1997. Volvió a ser interpretada para la Gira Me Verás Volver en 2007.
«Nada personal» logró el puesto 74° de las 100 mejores canciones del rock argentino por Rock.com.ar en 2007.

## La letra
Como otras canciones de Soda Stereo («Sobredosis de TV», «Dietético», «¿Por qué no puedo ser del jet-set?»), la letra de «Nada personal» se refiere al vacío emocional en la sociedad de la información: "comunicación sin emoción... Busco en TV algún mensaje entre-líneas, 
busco alguien que sacuda mi cabeza, y no encuentro nada. Nada, nada personal".
También muestra el deseo de una persona a otra  "sinceramente, sería tan bueno tocarte", pero que a la vez ese cuerpo no existe "pero es inútil, tu cuerpo es de látex" (o no es como se lo ve).
Las letras de Gustavo Cerati se prestan a infinitas interpretaciones dado que utiliza los dobles sentidos y usa bastantes referencias a temas sexuales. Una lectura literal lleva al oyente a imaginar a un hombre solitario mirando una película que lo excite ("... busco calor en esa imagen de video") pero se frustra porque no encuentra "nada personal". Su frustración erótica vuelve a ponerse en evidencia cuando dice "sinceramente sería bueno tocarte pero es inútil, tu cuerpo es de látex", una imagen que puede sugerir tanto la presencia de una muñeca inflable como la de una mujer real pero artificial o superficial, utilizando una metáfora relacionada con la cirugía estética. El tema insiste en la búsqueda de "calor" y excitación por parte del protagonista en las imágenes que ve y su frustración al no encontrar "nada personal".

## La música
La canción muestra un sonido no sólo rítmico sino más melódico respecto al primer álbum de Soda Stereo, musicalmente combina el new wave y funk, al estilo de Duran Duran con un enfoque dark al estilo de The Cure, (que puede verse sobre todo en el video de lanzamiento), pero también está compuesta con una estructura musical más complicada, alternando ritmos y climas. Comienza con un riff de guitarra», al que se le van sumando el resto de los instrumentos. El estribillo cantado por Cerati, juega con las expresiones «nada» y «nada personal», mientras el resto de la banda (y el público en las interpretaciones en vivo) acompaña con un coro respondiendo con un «oh, oh, oh», que se ha vuelto muy conocido.

## Versiones
- Fue la canción de cierre de la presentación de Soda Stereo en el Festival de Viña del Mar de 1987, que lanzó a la banda hacia la popularidad masiva en América Latina.
- También fue incluida en el álbum Zona de Promesas con una versión remixada y con el nombre «Nada Personal Rémix».
- El 24 de septiembre de 1995 en el Teatro Gran Rex durante la presentación del disco Sueño Stereo tocaron este tema como último bis, esta fue la única que tocaron este tema en la Gira Sueño Stéreo
- En 2007 fue incluida como track nº13 del álbum-compilado Me veras volver.
- Fue incluida como nº27 en el álbum Gira Me Verás Volver en 2008
- Emmanuel Horvilleur, en la presentación de su disco Mordisco, en el Teatro Gran Rex en agosto de 2008, toco está canción junto a Gustavo Cerati como invitado, curiosamente, sería la última vez que tocaría la canción con la guitarra Jackson Soloist SL1, pronunciando las palabras "Esta guitarra solo toca un tema".

## Lista de canciones
| Vinilo de 7 pulgadas de Bolivia |                          |          |  |
| N.º                             | Título                   | Duración |  |
| 1.                              | «Nada personal»          | 4:52     |  |
| 2.                              | «Cuando pase el temblor» | 3:49     |  |

| Vinilo de 7 pulgadas de Argentina |                      |          |  |
| N.º                               | Título               | Duración |  |
| 1.                                | «Nada personal»      | 4:52     |  |
| 2.                                | «Juego de seducción» | 3:18     |  |

| Vinilo de 12 pulgadas de Argentina |                                      |          |  |
| N.º                                | Título                               | Duración |  |
| 1.                                 | «Nada personal» (Versión remix)      | 6:40     |  |
| 2.                                 | «Sobredosis de T.V.» (Versión remix) | 6:20     |  |

| Vinilo de 12 pulgadas de Ecuador |                         |          |  |
| N.º                              | Título                  | Duración |  |
| 1.                               | «Nada personal» (Remix) | 6:49     |  |
| 2.                               | «Signos»                | 5:16     |  |
| 3.                               | «El rito»               | 6:07     |  |

## Créditos y personal

### Soda Stereo
- Gustavo Cerati: voz principal y coros, guitarra eléctrica.
- Zeta Bosio: bajo y coros.
- Charly Alberti: batería electrónica y caja de ritmos.

### Músicos adicionales
- Fabián Quintiero: sintetizadores y piano eléctrico.